# 全国独立企业联盟诉西贝利厄斯案
全国独立企业联盟诉西贝利厄斯案（National Federation of Independent Business v. Sebelius，567 U.S. ___ (2012)）是美国联邦最高法院的一个案例，该案的判决支持了患者保护与平价医疗法案的大部分条款。
2010年3月平价医疗法案经美国总统贝拉克·奥巴马签署后生效。此后，一些组织认为这一法案的许多条款违宪，故向联邦法院提出起诉。最终这些案件合并为一，名为“全国独立企业联盟诉西贝利厄斯案”。
2012年6月28日联邦最高法院以5:4作出判决，支持了平价医疗法案的主要内容。首席大法官约翰·罗伯茨与四位自由派大法官支持这一意见，除罗伯茨外的三位保守派大法官以及中间派大法官安东尼·肯尼迪则持反对意见。法院意见由首席大法官罗伯茨撰写。
平价医疗法案的核心条款强制几乎所有美国公民购买医疗保险，否则需要缴纳罚款。针对这一条款，法院意见认为，政府提出的法案授权自宪法中州际商业条款等说法不合理。但同时法院意见认为罚款可以视作一种税收，因而符合国会对于征税的授权。
此外，法院还对法案的一个条款提出了异议。根据该条款，联邦政府要求各州扩大联邦医疗补助（Medicaid）的覆盖面，如果某一州拒绝配合，联邦政府将截留相应的拨款。法院认为联邦截留款项的行为是违宪的。

## 延伸閲讀
- Ryan, Erin. . University of Colorado Law Review. 2014, 85 (4): 1003–1066. SSRN 2378675 .
- Solum, Lawrence B. . Washington University Law Review. 2013, 91 (1): 1–58. SSRN 2152653 .

## 外部連結
- Slip opinion from the U.S. Supreme Court（页面存档备份，存于）
- Online symposium: The Bar Review version of NFIB v. Sebelius（页面存档备份，存于）

template:US Constitutional Tax Law